# Emmy Internacional 1984
A 12.ª cerimônia de entrega dos International Emmys (ou Emmy Internacional 1984) aconteceu em 19 de novembro de 1984 no Sheraton New York Times Square Hotel, na cidade de Nova York, Estados Unidos, e teve como apresentador o ator norte-americano Regis Philbin.

## Cerimônia
O Reino Unido foi o grande vencedor da 12.ª cerimônia dos Emmys internacionais, levando todos os cinco prêmios em disputa na competição, incluindo o de melhor drama para a Granada Television por The Jewel in the Crown (Joia da Coroa). A cerimônia de premiação foi organizada pelo Conselho Internacional da Academia de Artes & Ciências Televisivas, e contou com a participação de 144 programas de 25 países, excluindo os Estados Unidos.
Além de ganhar o prêmio de drama por Jewel in the Crown, a Grã-Bretanha venceu nas categorias de melhor documentário para o Channel 4 por The Heart of the Dragon (O Coração do Dragão), e The Tragedy of Carmen (A Tragedia de Carmen) na categoria de melhor performance artística. A Thames Television venceu os prêmios de melhor programa de artes populares com Fresh Friends, e o de melhor programa infanto juvenil com Wind in the Willows (Vento nos Salgueiros).
A Academia Internacional homenageou com o Founder Award o produtor de TV, David M. Wolper. O Directorate Award foi entregue para Lord Bernstein, presidente do Granada Group e fundador da Granada Television.
A cerimônia contou com a participação das atrizes Jean Simmons, Ellen Burstyn, e Angie Dickinson.

## Vencedor
| Drama                                             |
| ------------------------------------------------- |
| The Jewel in the Crown - (ITV)                    |
| Documentário                                      |
| Heart of the Dragon - (Channel 4)                 |
| Performance Artística                             |
| La tragédie de Carmen - (Channel 4 / Peter Brook) |
| Arte Popular                                      |
| Fresh Fields - (ITV)                              |
| Programa Infanto Juvenil                          |
| Wind in the Willows - (Thames Television / ITV)   |